# Itoplectis tibetensis
Itoplectis tibetensis är en stekelart som beskrevs av Perkins 1957. Itoplectis tibetensis ingår i släktet Itoplectis och familjen brokparasitsteklar. Inga underarter finns listade i Catalogue of Life.